# Arnas (Sernancelhe)
Arnas es una freguesia portuguesa situada en el municipio de Sernancelhe. Según el censo de 2021, tiene una población de 187 habitantes.
Su superficie total es de 21.25 km².